# 歴代アメリカ合衆国大統領の一覧
アメリカ合衆国大統領の一覧（アメリカがっしゅうこくだいとうりょうのいちらん）は、アメリカ合衆国大統領（President of the United States of America, POTUS）の初代から第47代までの、60期47代45人の一覧。

## 大統領の一覧
| 所属政党： 無所属 連邦党 民主共和党 民主党 ホイッグ党 共和党 |

| 代   | 大統領                                                                                    | 肖像                       | 所属政党                                                                             | 期                            | 在任期間                       | 在任期間    | 備考                                                                                | 副大統領                                                                    | 副大統領                                                                |
| ---- | ----------------------------------------------------------------------------------------- | -------------------------- | ------------------------------------------------------------------------------------ | ----------------------------- | ------------------------------ | ----------- | ----------------------------------------------------------------------------------- | --------------------------------------------------------------------------- | ----------------------------------------------------------------------- |
| 001  | ジョージ・ワシントン George Washington （1732年 - 1799年）                                |                            | 無所属                                                                               | 1                             | 1789年4月30日 - 1793年3月4日   | 7年+308日   |                                                                                     |                                                                             | ジョン・アダムズ John Adams                                             |
| 001  | ジョージ・ワシントン George Washington （1732年 - 1799年）                                | 2                          | 無所属                                                                               | 1793年3月4日 - 1797年3月4日   |                                | 7年+308日   |                                                                                     |                                                                             | ジョン・アダムズ John Adams                                             |
| 002  | ジョン・アダムズ John Adams （1735年 - 1826年）                                           |                            | 連邦党                                                                               | 3                             | 1797年3月4日 - 1801年3月4日    | 4年 + 0日   |                                                                                     |                                                                             | トーマス・ジェファーソン Thomas Jefferson                               |
| 003  | トーマス・ジェファーソン Thomas Jefferson （1743年 - 1826年）                             |                            | 民主共和党                                                                           | 4                             | 1801年3月4日 - 1805年3月4日    | 8年 + 0日   |                                                                                     |                                                                             | アーロン・バー Aaron Burr                                               |
| 003  | トーマス・ジェファーソン Thomas Jefferson （1743年 - 1826年）                             | 5                          | 民主共和党                                                                           | 1805年3月4日 - 1809年3月4日   |                                | 8年 + 0日   |                                                                                     | ジョージ・クリントン George Clinton                                         |                                                                         |
| 004  | ジェームズ・マディソン・ジュニア James Madison Jr. （1751年 - 1836年）                    |                            | 民主共和党                                                                           | 6                             | 1809年3月4日 - 1813年3月4日    | 8年＋0日    |                                                                                     |                                                                             | ジョージ・クリントン George Clinton                                     |
| 004  | ジェームズ・マディソン・ジュニア James Madison Jr. （1751年 - 1836年）                    | （欠員）（1812年4月以降）  | 民主共和党                                                                           | 6                             | 1809年3月4日 - 1813年3月4日    | 8年＋0日    |                                                                                     |                                                                             |                                                                         |
| 004  | ジェームズ・マディソン・ジュニア James Madison Jr. （1751年 - 1836年）                    | 7                          | 民主共和党                                                                           | 1813年3月4日 - 1817年3月4日   |                                | 8年＋0日    |                                                                                     | エルブリッジ・ゲリー Elbridge Gerry                                         |                                                                         |
| 004  | ジェームズ・マディソン・ジュニア James Madison Jr. （1751年 - 1836年）                    | 7                          | 民主共和党                                                                           | 1813年3月4日 - 1817年3月4日   | （欠員）（1814年11月以降）     | 8年＋0日    |                                                                                     |                                                                             |                                                                         |
| 005  | ジェームズ・モンロー James Monroe （1758年 - 1831年）                                     |                            | 民主共和党                                                                           | 8                             | 1817年3月4日 - 1821年3月4日    | 8年 + 0日   |                                                                                     |                                                                             | ダニエル・トンプキンズ Daniel Tompkins                                  |
| 005  | ジェームズ・モンロー James Monroe （1758年 - 1831年）                                     | 9                          | 民主共和党                                                                           | 1821年3月4日 - 1825年3月4日   |                                | 8年 + 0日   |                                                                                     |                                                                             | ダニエル・トンプキンズ Daniel Tompkins                                  |
| 006  | ジョン・クィンシー・アダムズ John Quincy Adams （1767年 - 1848年）                        |                            | 民主共和党                                                                           | 10                            | 1825年3月4日 - 1829年3月4日    | 4年 + 0日   |                                                                                     |                                                                             | ジョン・カルフーン John Calhoun                                         |
| 007  | アンドリュー・ジャクソン Andrew Jackson （1767年 - 1845年）                               |                            | 民主党                                                                               | 11                            | 1829年3月4日 - 1833年3月4日    | 8年 + 0日   |                                                                                     |                                                                             | ジョン・カルフーン John Calhoun                                         |
| 007  | アンドリュー・ジャクソン Andrew Jackson （1767年 - 1845年）                               | （欠員）（1832年12月以降） | 民主党                                                                               | 11                            | 1829年3月4日 - 1833年3月4日    | 8年 + 0日   |                                                                                     |                                                                             |                                                                         |
| 007  | アンドリュー・ジャクソン Andrew Jackson （1767年 - 1845年）                               | 12                         | 民主党                                                                               | 1833年3月4日 - 1837年3月4日   |                                | 8年 + 0日   |                                                                                     | マーティン・ヴァン・ビューレン Martin Van Buren                             |                                                                         |
| 008  | マーティン・ヴァン・ビューレン Martin Van Buren （1782年 - 1862年）                       |                            | 民主党                                                                               | 13                            | 1837年3月4日 - 1841年3月4日    | 4年 + 0日   |                                                                                     |                                                                             | リチャード・メンター・ジョンソン Richard Mentor Johnson                 |
| 009  | ウィリアム・ヘンリー・ハリソン William Henry Harrison （1773年 - 1841年）                 |                            | ホイッグ党                                                                           | 14                            | 1841年3月4日 - 1841年4月4日    | 31日        | 在任中に死去（病死）                                                                |                                                                             | ジョン・タイラー John Tyler                                             |
| 010  | ジョン・タイラー John Tyler （1790年 - 1862年）                                           |                            | ホイッグ党                                                                           | 14                            | 1841年4月4日 - 1841年9月13日   | 3年 + 334日 | 昇格 （副大統領）                                                                   |                                                                             | （欠員）                                                                |
| (10) | ジョン・タイラー John Tyler （1790年 - 1862年）                                           | 無所属                     | 1841年9月13日 - 1845年3月4日                                                         | 14                            | 政党除名                       | 3年 + 334日 |                                                                                     |                                                                             | （欠員）                                                                |
| 011  | ジェームズ・ノックス・ポーク James Knox Polk （1795年 - 1849年）                          |                            | 民主党                                                                               | 15                            | 1845年3月4日 - 1849年3月4日    | 4年 + 0日   |                                                                                     |                                                                             | ジョージ・ダラス George M. Dallas                                       |
| 012  | ザカリー・テイラー Zachary Taylor （1784年 - 1850年）                                     |                            | ホイッグ党                                                                           | 16                            | 1849年3月4日 - 1850年7月9日    | 1年 + 127日 | 在任中に死去（病死）                                                                |                                                                             | ミラード・フィルモア Millard Fillmore                                   |
| 013  | ミラード・フィルモア Millard Fillmore （1800年 - 1874年）                                 |                            | ホイッグ党                                                                           | 16                            | 1850年7月9日 - 1853年3月4日    | 2年 + 238日 | 昇格 （副大統領）                                                                   |                                                                             | （欠員）                                                                |
| 014  | フランクリン・ピアース Franklin Pierce （1804年 - 1869年）                                |                            | 民主党                                                                               | 17                            | 1853年3月4日 - 1857年3月4日    | 4年 + 0日   |                                                                                     |                                                                             | ウィリアム・ルーファス・デ・ヴァーン・キング William Rufus de Vane King |
| 014  | フランクリン・ピアース Franklin Pierce （1804年 - 1869年）                                | （欠員）（1853年4月以降）  | 民主党                                                                               | 17                            | 1853年3月4日 - 1857年3月4日    | 4年 + 0日   |                                                                                     |                                                                             |                                                                         |
| 015  | ジェームズ・ブキャナン James Buchanan （1791年 - 1868年）                                 |                            | 民主党                                                                               | 18                            | 1857年3月4日 - 1861年3月4日    | 4年 + 0日   |                                                                                     |                                                                             | ジョン・キャベル・ブレッキンリッジ John Cabell Breckinridge             |
| 016  | エイブラハム・リンカーン Abraham Lincoln （1809年 - 1865年）                              |                            | 共和党                                                                               | 19                            | 1861年3月4日 - 1865年3月4日    | 4年 + 42日  |                                                                                     |                                                                             | ハンニバル・ハムリン Hannibal Hamlin                                    |
| 016  | エイブラハム・リンカーン Abraham Lincoln （1809年 - 1865年）                              | 20                         | 共和党                                                                               | 1865年3月4日 - 1865年4月15日  | 在任中に死去（暗殺）           | 4年 + 42日  |                                                                                     | アンドリュー・ジョンソン Andrew Johnson                                     |                                                                         |
| 017  | アンドリュー・ジョンソン Andrew Johnson （1808年 - 1875年）                               | 20                         |                                                                                      | 民主党                        | 1865年4月15日 - 1869年3月4日   | 3年 + 323日 | 昇格 （副大統領）                                                                   |                                                                             | （欠員）                                                                |
| 018  | ユリシーズ・シンプソン・グラント Ulysses Simpson Grant （1822年 - 1885年）                |                            | 共和党                                                                               | 21                            | 1869年3月4日 - 1873年3月4日    | 8年 + 0日   |                                                                                     |                                                                             | スカイラー・コルファクス Schuyler Colfax                                |
| 018  | ユリシーズ・シンプソン・グラント Ulysses Simpson Grant （1822年 - 1885年）                | 22                         | 共和党                                                                               | 1873年3月4日 - 1877年3月4日   |                                | 8年 + 0日   |                                                                                     | ヘンリー・ウィルソン Henry Wilson                                           |                                                                         |
| 018  | ユリシーズ・シンプソン・グラント Ulysses Simpson Grant （1822年 - 1885年）                | 22                         | 共和党                                                                               | 1873年3月4日 - 1877年3月4日   | （欠員）（1875年11月以降）     | 8年 + 0日   |                                                                                     |                                                                             |                                                                         |
| 019  | ラザフォード・バーチャード・ヘイズ Rutherford Birchard Hayes （1822年 - 1893年）          |                            | 共和党                                                                               | 23                            | 1877年3月4日 - 1881年3月4日    | 4年 + 0日   |                                                                                     |                                                                             | ウィリアム・アルモン・ウィーラー William Almon Wheeler                  |
| 020  | ジェームズ・エイブラム・ガーフィールド James Abram Garfield （1831年 - 1881年）           |                            | 共和党                                                                               | 24                            | 1881年3月4日 - 1881年9月19日   | 199日       | 在任中に死去（暗殺）                                                                |                                                                             | チェスター・アラン・アーサー Chester Alan Arthur                        |
| 021  | チェスター・アラン・アーサー Chester Alan Arthur （1829年 - 1886年）                      |                            | 共和党                                                                               | 24                            | 1881年9月19日 - 1885年3月4日   | 3年 + 166日 | 昇格 （副大統領）                                                                   |                                                                             | （欠員）                                                                |
| 022  | スティーヴン・グロヴァー・クリーヴランド Stephen Grover Cleveland （1837年 - 1908年）     |                            | 民主党                                                                               | 25                            | 1885年3月4日 - 1889年3月4日    | 4年 + 0日   | 第24代大統領                                                                        |                                                                             | トーマス・アンドリュー・ヘンドリックス Thomas Andrews Hendricks         |
| 022  | スティーヴン・グロヴァー・クリーヴランド Stephen Grover Cleveland （1837年 - 1908年）     | （欠員）（1885年11月以降） | 民主党                                                                               | 25                            | 1885年3月4日 - 1889年3月4日    | 4年 + 0日   | 第24代大統領                                                                        |                                                                             |                                                                         |
| 023  | ベンジャミン・ハリソン Benjamin Harrison （1833年 - 1901年）                              |                            | 共和党                                                                               | 26                            | 1889年3月4日 - 1893年3月4日    | 4年 + 0日   |                                                                                     |                                                                             | リーヴァイ・パーソンズ・モートン Levi Parsons Morton                    |
| 024  | スティーヴン・グロヴァー・クリーヴランド Stephen Grover Cleveland （1837年 - 1908年）     |                            | 民主党                                                                               | 27                            | 1893年3月4日 - 1897年3月4日    | 4年 + 0日   | 第22代大統領                                                                        |                                                                             | アドレー・ユーイング・スティーヴンソン1世 Adlai Ewing Stevenson I       |
| 025  | ウィリアム・マッキンリー William McKinley （1843年 - 1901年）                             |                            | 共和党                                                                               | 28                            | 1897年3月4日 - 1901年3月4日    | 4年 + 194日 |                                                                                     |                                                                             | ギャレット・オーガスタス・ホーバート Garret Augustus Hobart             |
| 025  | ウィリアム・マッキンリー William McKinley （1843年 - 1901年）                             | （欠員）（1899年11月以降） | 共和党                                                                               | 28                            | 1897年3月4日 - 1901年3月4日    | 4年 + 194日 |                                                                                     |                                                                             |                                                                         |
| 025  | ウィリアム・マッキンリー William McKinley （1843年 - 1901年）                             | 29                         | 共和党                                                                               | 1901年3月4日 - 1901年9月14日  | 在任中に死去（暗殺）           | 4年 + 194日 |                                                                                     | セオドア・ルーズヴェルト Theodore Roosevelt                                 |                                                                         |
| 026  | セオドア・ルーズヴェルト Theodore Roosevelt （1858年 - 1919年）                           | 29                         |                                                                                      | 共和党                        | 1901年9月14日 - 1905年3月4日   | 7年 + 171日 | 昇格 （副大統領）                                                                   |                                                                             | （欠員）                                                                |
| 026  | セオドア・ルーズヴェルト Theodore Roosevelt （1858年 - 1919年）                           | 30                         | 1905年3月4日 - 1909年3月4日                                                          | 共和党                        | 暗殺未遂                       | 7年 + 171日 |                                                                                     | チャールズ・ウォーレン・フェアバンクス Charles Warren Fairbanks             |                                                                         |
| 027  | ウィリアム・ハワード・タフト William Howard Taft （1857年 - 1930年）                      |                            | 共和党                                                                               | 31                            | 1909年3月4日 - 1913年3月4日    | 4年 + 0日   |                                                                                     |                                                                             | ジェームズ・スクールクラフト・シャーマン James Schoolcraft Sherman      |
| 027  | ウィリアム・ハワード・タフト William Howard Taft （1857年 - 1930年）                      | （欠員）（1912年10月以降） | 共和党                                                                               | 31                            | 1909年3月4日 - 1913年3月4日    | 4年 + 0日   |                                                                                     |                                                                             |                                                                         |
| 028  | トマス・ウッドロウ・ウィルソン Thomas Woodrow Wilson （1856年 - 1924年）                  |                            | 民主党                                                                               | 32                            | 1913年3月4日 - 1917年3月4日    | 8年 + 0日   |                                                                                     |                                                                             | トマス・ライリー・マーシャル Thomas Riley Marshall                      |
| 028  | トマス・ウッドロウ・ウィルソン Thomas Woodrow Wilson （1856年 - 1924年）                  | 33                         | 民主党                                                                               | 1917年3月4日 - 1921年3月4日   |                                |             |                                                                                     |                                                                             | トマス・ライリー・マーシャル Thomas Riley Marshall                      |
| 029  | ウォレン・ガメイリアル・ハーディング Warren Gamaliel Harding （1865年 - 1923年）          |                            | 共和党                                                                               | 34                            | 1921年3月4日 - 1923年8月2日    | 2年 + 151日 | 在任中に死去（病死）                                                                |                                                                             | ジョン・カルヴィン・クーリッジ・ジュニア John Calvin Coolidge Jr.       |
| 030  | ジョン・カルヴィン・クーリッジ・ジュニア John Calvin Coolidge Jr. （1872年 - 1933年）     |                            | 共和党                                                                               | 34                            | 1923年8月2日 - 1925年3月4日    | 5年 + 214日 | 昇格 （副大統領）                                                                   |                                                                             | （欠員）                                                                |
| 030  | ジョン・カルヴィン・クーリッジ・ジュニア John Calvin Coolidge Jr. （1872年 - 1933年）     | 35                         | 共和党                                                                               | 1925年3月4日 - 1929年3月4日   |                                | 5年 + 214日 |                                                                                     | チャールズ・ゲーツ・ドーズ Charles Gates Dawes                              |                                                                         |
| 031  | ハーバート・クラーク・フーヴァー Herbert Clark Hoover （1874年 - 1964年）                 |                            | 共和党                                                                               | 36                            | 1929年3月4日 - 1933年3月4日    | 4年 + 0日   |                                                                                     |                                                                             | チャールズ・カーティス Charles Curtis                                   |
| 032  | フランクリン・デラノ・ルーズヴェルト Franklin Delano Roosevelt （1882年 - 1945年）        |                            | 民主党                                                                               | 37                            | 1933年3月4日 - 1937年1月20日   | 12年 + 39日 |                                                                                     |                                                                             | ジョン・ナンス・ガーナー John Nance Garner                              |
| 032  | フランクリン・デラノ・ルーズヴェルト Franklin Delano Roosevelt （1882年 - 1945年）        | 38                         | 民主党                                                                               | 1937年1月20日 - 1941年1月20日 |                                | 12年 + 39日 |                                                                                     |                                                                             | ジョン・ナンス・ガーナー John Nance Garner                              |
| 032  | フランクリン・デラノ・ルーズヴェルト Franklin Delano Roosevelt （1882年 - 1945年）        | 39                         | 民主党                                                                               | 1941年1月20日 - 1945年1月20日 |                                | 12年 + 39日 |                                                                                     | ヘンリー・アガード・ウォレス Henry Agard Wallace                            |                                                                         |
| 032  | フランクリン・デラノ・ルーズヴェルト Franklin Delano Roosevelt （1882年 - 1945年）        | 40                         | 民主党                                                                               | 1945年1月20日 - 1945年4月12日 | 在任中に死去（病死）           | 12年 + 39日 |                                                                                     | ハリー・S・トルーマン Harry S. Truman                                       |                                                                         |
| 033  | ハリー・S・トルーマン Harry S. Truman （1884年 - 1972年）                                 | 40                         |                                                                                      | 民主党                        | 1945年4月12日 - 1949年1月20日  | 7年 + 283日 | 昇格 （副大統領）                                                                   |                                                                             | （欠員）                                                                |
| 033  | ハリー・S・トルーマン Harry S. Truman （1884年 - 1972年）                                 | 41                         | 1949年1月20日 - 1953年1月20日                                                        | 民主党                        | 暗殺未遂                       | 7年 + 283日 |                                                                                     | アルバン・ウィリアム・バークリー Alben William Barkley                      |                                                                         |
| 034  | ドワイト・デイヴィッド・アイゼンハワー Dwight David Eisenhower （1890年 - 1969年）        |                            | 共和党                                                                               | 42                            | 1953年1月20日 - 1957年1月20日  | 8年 + 0日   |                                                                                     |                                                                             | リチャード・ミルハウス・ニクソン Richard Milhouse Nixon                 |
| 034  | ドワイト・デイヴィッド・アイゼンハワー Dwight David Eisenhower （1890年 - 1969年）        | 43                         | 共和党                                                                               | 1957年1月20日 - 1961年1月20日 |                                | 8年 + 0日   |                                                                                     |                                                                             | リチャード・ミルハウス・ニクソン Richard Milhouse Nixon                 |
| 035  | ジョン・フィッツジェラルド・ケネディ John Fitzgerald Kennedy （1917年 - 1963年）          |                            | 民主党                                                                               | 44                            | 1961年1月20日 - 1963年11月22日 | 2年 + 306日 | 在任中に死去（暗殺）                                                                |                                                                             | リンドン・ベインズ・ジョンソン Lyndon Baines Johnson                    |
| 036  | リンドン・ベインズ・ジョンソン Lyndon Baines Johnson （1908年 - 1973年）                  |                            | 民主党                                                                               | 44                            | 1963年11月22日 - 1965年1月20日 | 5年 + 59日  | 昇格 （副大統領）                                                                   |                                                                             | （欠員）                                                                |
| 036  | リンドン・ベインズ・ジョンソン Lyndon Baines Johnson （1908年 - 1973年）                  | 45                         | 民主党                                                                               | 1965年1月20日 - 1969年1月20日 |                                | 5年 + 59日  |                                                                                     | ヒューバート・ホレーショ・ハンフリー・ジュニア Hubert Horatio Humphrey, Jr. |                                                                         |
| 037  | リチャード・ミルハウス・ニクソン Richard Milhouse Nixon （1913年 - 1994年）               |                            | 共和党                                                                               | 46                            | 1969年1月20日 - 1973年1月20日  | 5年 + 201日 |                                                                                     |                                                                             | スピロー・セオドア・アグニュー Spiro Theodore Agnew                     |
| 037  | リチャード・ミルハウス・ニクソン Richard Milhouse Nixon （1913年 - 1994年）               | 47                         | 共和党                                                                               | 1973年1月20日 - 1974年8月9日  | 任期満了前に辞任               | 5年 + 201日 |                                                                                     |                                                                             | スピロー・セオドア・アグニュー Spiro Theodore Agnew                     |
| 037  | リチャード・ミルハウス・ニクソン Richard Milhouse Nixon （1913年 - 1994年）               | 47                         | 共和党                                                                               | 1973年1月20日 - 1974年8月9日  | 任期満了前に辞任               | 5年 + 201日 | （欠員）（1973年10月以降）                                                          |                                                                             |                                                                         |
| 037  | リチャード・ミルハウス・ニクソン Richard Milhouse Nixon （1913年 - 1994年）               | 47                         | 共和党                                                                               | 1973年1月20日 - 1974年8月9日  | 任期満了前に辞任               | 5年 + 201日 | ジェラルド・ルドルフ・フォード・ジュニア Gerald Rudolph Ford Jr. （1973年12月以降） |                                                                             |                                                                         |
| 038  | ジェラルド・ルドルフ・フォード・ジュニア Gerald Rudolph Ford Jr. （1913年 - 2006年）      | 47                         |                                                                                      | 共和党                        | 1974年8月9日 - 1977年1月20日   | 2年 + 164日 | 昇格 （副大統領） 暗殺未遂（サクラメント） 暗殺未遂（サンフランシスコ）             |                                                                             | （欠員）                                                                |
| 038  | ジェラルド・ルドルフ・フォード・ジュニア Gerald Rudolph Ford Jr. （1913年 - 2006年）      | 47                         | ネルソン・アルドリッチ・ロックフェラー Nelson Aldrich Rockefeller （1974年12月以降） | 共和党                        | 1974年8月9日 - 1977年1月20日   | 2年 + 164日 | 昇格 （副大統領） 暗殺未遂（サクラメント） 暗殺未遂（サンフランシスコ）             |                                                                             |                                                                         |
| 039  | ジェームズ・アール・カーター James Earl Carter （1924年 - 2024年）                        |                            | 民主党                                                                               | 48                            | 1977年1月20日 - 1981年1月20日  | 4年 + 0日   |                                                                                     |                                                                             | ウォルター・フレデリック・モンデール Walter Frederick Mondale           |
| 040  | ロナルド・ウィルソン・レーガン Ronald Wilson Reagan （1911年 - 2004年）                   |                            | 共和党                                                                               | 49                            | 1981年1月20日 - 1985年1月20日  | 8年 + 0日   | 暗殺未遂                                                                            |                                                                             | ジョージ・ハーバート・ウォーカー・ブッシュ George Herbert Walker Bush   |
| 040  | ロナルド・ウィルソン・レーガン Ronald Wilson Reagan （1911年 - 2004年）                   | 50                         | 共和党                                                                               | 1985年1月20日 - 1989年1月20日 |                                | 8年 + 0日   |                                                                                     |                                                                             | ジョージ・ハーバート・ウォーカー・ブッシュ George Herbert Walker Bush   |
| 041  | ジョージ・ハーバート・ウォーカー・ブッシュ George Herbert Walker Bush （1924年 - 2018年） |                            | 共和党                                                                               | 51                            | 1989年1月20日 - 1993年1月20日  | 4年 + 0日   |                                                                                     |                                                                             | ジェームズ・ダンフォース・クエール James Danforth Quayle                |
| 042  | ウィリアム・ジェファーソン・クリントン William Jefferson Clinton （1946年 - ）            |                            | 民主党                                                                               | 52                            | 1993年1月20日 - 1997年1月20日  | 8年 + 0日   |                                                                                     |                                                                             | アルバート・アーノルド・ゴア・ジュニア Albert Arnold Gore, Jr.          |
| 042  | ウィリアム・ジェファーソン・クリントン William Jefferson Clinton （1946年 - ）            | 53                         | 民主党                                                                               | 1997年1月20日 - 2001年1月20日 |                                | 8年 + 0日   |                                                                                     |                                                                             | アルバート・アーノルド・ゴア・ジュニア Albert Arnold Gore, Jr.          |
| 043  | ジョージ・ウォーカー・ブッシュ George Walker Bush （1946年 - ）                           |                            | 共和党                                                                               | 54                            | 2001年1月20日 - 2005年1月20日  | 8年 + 0日   |                                                                                     |                                                                             | リチャード・ブルース・チェイニー Richard Bruce Cheney                   |
| 043  | ジョージ・ウォーカー・ブッシュ George Walker Bush （1946年 - ）                           | 55                         | 共和党                                                                               | 2005年1月20日 - 2009年1月20日 |                                | 8年 + 0日   |                                                                                     |                                                                             | リチャード・ブルース・チェイニー Richard Bruce Cheney                   |
| 044  | バラク・フセイン・オバマ2世 Barack Hussein Obama II （1961年 - ）                         |                            | 民主党                                                                               | 56                            | 2009年1月20日 - 2013年1月20日  | 8年 + 0日   |                                                                                     |                                                                             | ジョセフ・ロビネット・バイデン・ジュニア Joseph Robinette Biden, Jr.    |
| 044  | バラク・フセイン・オバマ2世 Barack Hussein Obama II （1961年 - ）                         | 57                         | 民主党                                                                               | 2013年1月20日 - 2017年1月20日 |                                | 8年 + 0日   |                                                                                     |                                                                             | ジョセフ・ロビネット・バイデン・ジュニア Joseph Robinette Biden, Jr.    |
| 045  | ドナルド・ジョン・トランプ Donald John Trump （1946年 - ）                                |                            | 共和党                                                                               | 58                            | 2017年1月20日 - 2021年1月20日  | 4年 + 0日   | 第47代大統領 暗殺未遂                                                               |                                                                             | マイケル・リチャード・ペンス Michael Richard Pence                      |
| 046  | ジョセフ・ロビネット・バイデン・ジュニア Joseph Robinette Biden Jr. （1942年 - ）         |                            | 民主党                                                                               | 59                            | 2021年1月20日 - 2025年1月20日  | 4年 + 0日   |                                                                                     |                                                                             | カマラ・デヴィ・ハリス Kamala Devi Harris                               |
| 047  | ドナルド・ジョン・トランプ Donald John Trump （1946年 - ）                                |                            | 共和党                                                                               | 60                            | 2025年1月20日 - (現職)         | 188日       | 第45代大統領                                                                        |                                                                             | ジェームズ・デイビッド・バンス James David Vance                        |

## 大統領の年表
1850年まで
1850年以降